# Lidovca, Ungheni
Lidovca este un sat din componența comunei Alexeevca din raionul Ungheni, Republica Moldova.